# Нови силози
„Нови силози“ е малка промишлена зона на град София, България, разположена в район „Искър“, на 9,3 километра югоизточно от центъра на града.
Разположена е на левия бряг на река Искър и граничи с голямата промишлена зона „Искър“ на запад и невключени в квартали територии в коритото на Искър на изток.